# Lernerfolg Grundschule
Die Lernerfolg Grundschule ist eine von Tivola entwickelte Lernsoftware-Reihe für Kinder im Vor- und Grundschulalter in den Fächern Mathematik, Deutsch und Englisch.

## Prinzip
Anhand zehn verschiedener Themenbereiche beschäftigt sich der Spieler mit dem relevanten Unterrichtsstoff der ersten vier Grundschulklassen. Per Touchpen der Nintendo DS oder Maus füllt der Grundschüler Zahlendreiecke und Additionsaufgaben aus, übt Rechtschreibung, trainiert Zeichensetzung oder lernt englische Vokabeln. Die Aufgaben sind dabei auf die aktuellen Lehrpläne der Schulen abgestimmt. Eine Audiofunktion unterstützt Grundschüler mit schwachen Lesekenntnissen. In jeder Klassenstufe ist als Belohnung für den Lernerfolg ein Bonusspiel enthalten. Je intensiver der Schüler übt, desto mehr Spielmöglichkeiten stehen ihm zur Verfügung.

## Bisher veröffentlichte Lernerfolg-Software
- Lernerfolg Grundschule – Mathematik Klasse 1–4 (PC, Nintendo DS, iPad, iPhone, iPod)
- Lernerfolg Grundschule – Deutsch Klasse 1–4 (PC, Nintendo DS, iPad)
- Lernerfolg Grundschule – Englisch Klasse 1–4 (PC, Nintendo DS, iPad)
- Lernerfolg Grundschule – Mathematik intensiv (Nintendo DS)
- Lernerfolg Grundschule – Konzentration (Nintendo DS, iPad)

## Auszeichnungen
- Lernerfolg Grundschule – Mathematik Klasse 1–4 NDS (2009): Comenius-EduMedia-Award – Medaille im Bereich Schulbildung
- Lernerfolg Grundschule – Englisch Klasse 1–4 NDS (2009): Giga-Maus für das beste Lernprogramm Sprache für Konsolen, Nintendo Front Gameplay Award
- Lernerfolg Grundschule – Online (www.lernerfolg.de): (2011) Comenius EduMedia Award – Siegel im Bereich Schulbildung